# أوليفر مارتينيز
أوليفر مارتينيز (بالفرنسية: Olivier Martinez) (12 يناير 1966 في باريس، فرنسا) هو ممثل أفلام فرنسي.

## نشأته
بدأ مارتينيز مهنة التمثيل في بلده فرنسا عام 1990 ثم اكتسب في وقت قصير شهرة كبيرة.
هو ابن لأب إسباني بطل ملاكمة عاش في المغرب وأم فرنسية

## حياته الشخصية
عُرف بالشاب اللعوب، بدأ بمواعدة مجموعة من المشاهير وعارضات الأزياء، كالممثلة «ميرا سورفينو», نجمة البوب الأسترالية «كيلي مينوج» (2002-2007), العارضة والممثلة «جويا توليدو» (2007-2010), عارضة الأزياء البريطانية «روزي هنتينجتون» وأخيراً استقر مع الممثلة الأمريكية «هالي بيري» حيث بدأت علاقتهما في 2010 وتكللت بالزواج في 2013 وأنجب منها ابنه ماكيو.

## حياته المهنية
فاز عام 1994 بجائزة سيزر عن دوره في فيلم واحد، اثنان، ثلاثة، الشمس الذي قام بتمثيله عام 1993. أصبح معروفا على الصعيد الدولي من خلال تمثيله فيلم الخائنة مع الممثلة الأمريكية ديان لين عام 2002. قدم الصوت باللغة الألمانية في هذا الفيلم الممثل الألماني فريدريك فونهوف.

## قائمة الأفلام
| العام | الفيلم                         | الدور                 | ملاحظات أخرى                                      |
| ----- | ------------------------------ | --------------------- | ------------------------------------------------- |
| 2018  | بولص رسول المسيح               | ماوريتيوس             |                                                   |
| 2007  | الدم والشوكولاتة               | Gabriel               |                                                   |
| 2004  | Taking Lives                   | Paquette              |                                                   |
| 2003  | S.W.A.T.                       | Alex Montel           |                                                   |
| 2003  | The Roman Spring of Mrs. Stone | Paolo di Lio          | Made for television                               |
| 2002  | الخائنة                        | Paul Martel           |                                                   |
| 2002  | سيمانا سانتا                   | Quemanda              |                                                   |
| 2000  | Bullfighter                    | Jack                  |                                                   |
| 2000  | Before Night Falls             | Lázaro Gómez Carriles |                                                   |
| 2000  | Toreros                        | Manuel                |                                                   |
| 2000  | La Taule                       | Le Muet               |                                                   |
| 2000  | Nosotras                       | David                 |                                                   |
| 1999  | La Ciudad de los prodigios     | Onofre Bouvila        |                                                   |
| 1997  | مرأة غرفة التيتانيك            | Horty                 |                                                   |
| 1996  | Mon Homme                      | Jean-François         |                                                   |
| 1995  | Le Hussard sur le toit         | Angelo Pardi          | The Horseman on the Roof (USA title)              |
| 1993  | واحد، اثنان، ثلاثة، الشمس      | Petit Paul            |                                                   |
| 1992  | Les Paroles invisibles         |                       |                                                   |
| 1992  | IP5: L'île aux Pachydermes     | Tony                  |                                                   |
| 1992  | Odyssée Bidon                  | Phil                  |                                                   |
| 1990  | حديد ممتلئ                     | Pascal                |                                                   |
| 1990  | Navaro                         | Rollo                 | TV program. Episode "Barbès de l'aube à l'aurore" |

## وصلات خارجية
- أوليفر مارتينيز على موقع IMDb (الإنجليزية)
- أوليفر مارتينيز على موقع روتن توميتوز (الإنجليزية)
- أوليفر مارتينيز على موقع ألو سيني (الفرنسية)
- أوليفر مارتينيز على موقع ميوزك برينز (الإنجليزية)
- أوليفر مارتينيز على موقع أول موفي (الإنجليزية)
- أوليفر مارتينيز على موقع قاعدة بيانات الأفلام السويدية (السويدية)
- أوليفر مارتينيز على موقع إن إن دي بي (الإنجليزية)
- أوليفر مارتينيز على موقع قاعدة بيانات الفيلم (الإنجليزية)
- أوليفر مارتينيز على موقع كينوبويسك (الروسية)
- "Olivier!", Cinetropic.com